# روسلان صابرلی
روسلان صابرلی (انگلیسی: Ruslan Sabirly؛ زادهٔ ۱۶ سپتامبر ۱۹۷۹) بازیگر، بازیگر تلویزیون، بازیگر سینما، و ترانه‌سرا اهل جمهوری آذربایجان است.